# Zandloopkevers (onderfamilie)
Zandloopkevers (Cicindelinae), ook wel zandkevers of zandroofkevers, zijn een groep van kevers die als onderfamilie in de familie van de loopkevers (Carabidae) worden geplaatst. Voorheen werd de groep ook wel als de aparte familie Cicindelidae opgevat.
Zandloopkevers zijn een vrij uniforme groep van kevers, enkele uitzonderingen daargelaten. Ze komen over vrijwel de gehele wereld voor, er zijn momenteel ruim 2300 soorten bekend. De meeste soorten hebben lange, sprieterige poten waarmee ze snel kunnen rennen, en grote ogen waarmee ze goed kunnen zien. Ook het voor insecten zeer actieve gedrag waarbij de kever zich snel lopend dan wel vliegend voortbeweegt is karakteristiek voor de zandloopkevers. Veel soorten hebben heldere kleuren als groen en blauw of soms geel en rood waarbij ze extra opvallen door een parelmoerachtige glans. De kaken zijn in de regel erg groot, sikkelvormig en aan de binnenzijde getand, ze vallen op omdat ze vaak licht gekleurd zijn.
Zandloopkevers zijn carnivoor en bovendien bijzonder roofzuchtig, de kevers jagen actief op levende prooien. De larven van veel soorten leven in een zelfgegraven, loodrechte tunnel, van waaruit ze in een hinderlaag loeren op langslopende diertjes. Zandloopkevers komen vaak voor in zanderige streken waar de larven hun hol kunnen graven. In Europa komen ongeveer 12 soorten voor waarvan er vijf leven in België en Nederland, zie ook onder verspreiding.

## Kenmerken

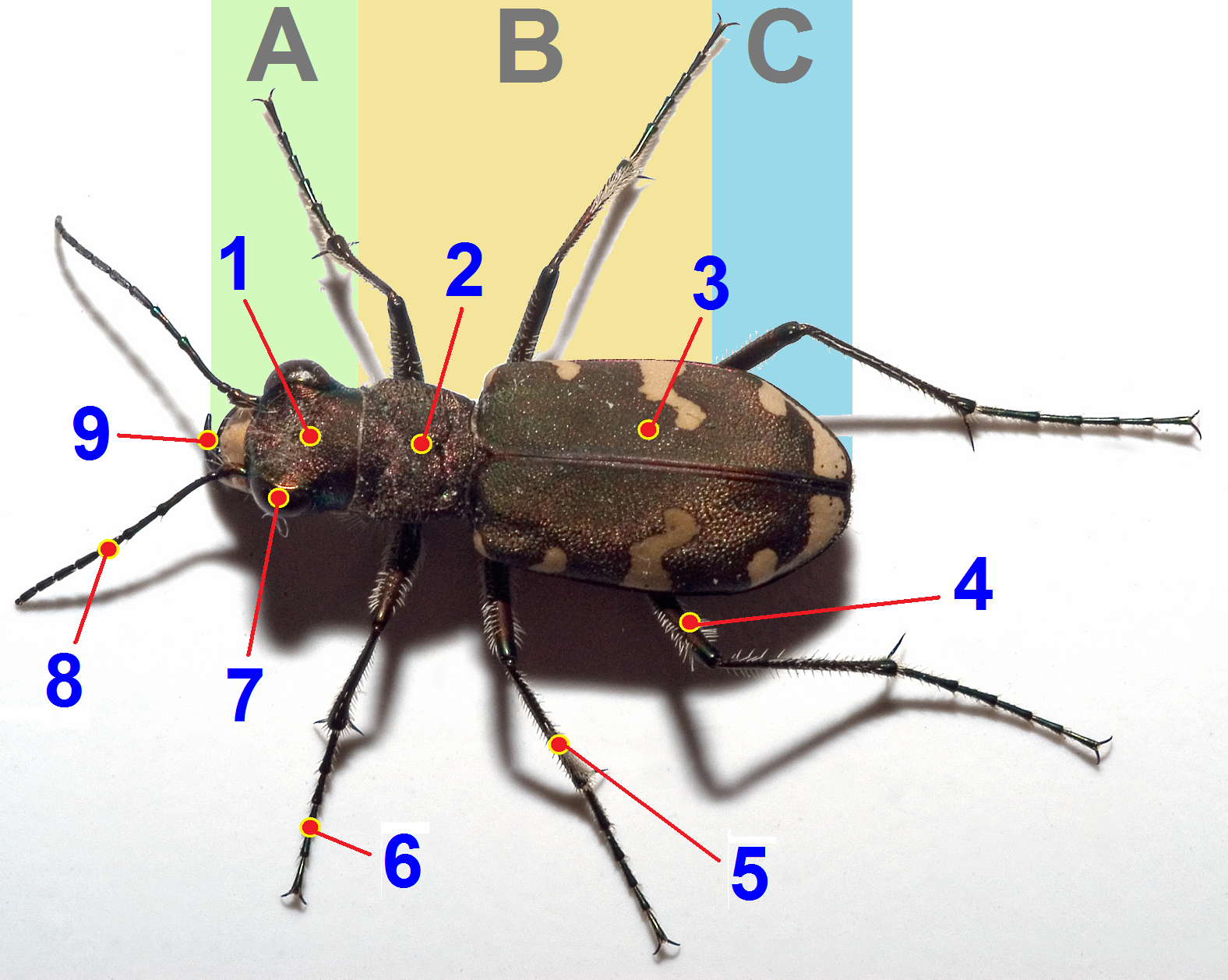
Lichaamsindeling van de soort Cicindela sylvicola

Vrijwel alle zandloopkevers hebben een enigszins langwerpige lichaamsvorm maar verder een typisch keverachtige bouw. De kop (A) is duidelijk afgesnoerd van het borststuk of thorax (B), het achterlijf of abdomen (C) is vanaf de bovenzijde niet duidelijk te onderscheiden maar aan de onderzijde duidelijk te herkennen aan de segmenten die worden beschermd door de buikplaten of sternieten. Het lichaam van de kever bestaat van boven bezien uit het kopschild of vertex (1) dat de gehele bovenzijde van de kop bedekt. Hierachter is het halsschild of pronotum (2) gelegen dat het voorste deel van het borststuk beschermd. De rest van het borststuk is gelegen onder de dekschilden of elytra (3), dit zijn de verharde voorvleugels van de kever. Het halsschild is bij zandloopkevers altijd smaller dan de breedte van de dekschilden. Onder de dekschilden zijn de achtervleugels gelegen, dit zijn de vleugels waarmee gevlogen wordt. De kwetsbare achtervleugels zijn dun en doorzichtig, ze hebben een duidelijk patroon van aderen. De vleugeladering kan verschillen tussen soorten waaraan ze te onderscheiden zijn. Als de kever niet vliegt worden de achtervleugels onder de voorvleugels gevouwen, het oppervlak van de achtervleugels is echter veel groter dan dat van de voorvleugels waardoor ze drie keer gevouwen moeten worden.
Net als alle insecten hebben zandloopkevers drie paar poten, die door middel van een heup of coxa gehecht zijn aan het lichaam. De heup is middels de trochanter verbonden met het breedste deel van de poot; de dij of femur (4). Bij de middelste poot (5) is de scheen of tibia aangegeven, die net als de achterpoot onder de dekschilden is gelegen en uit één deel bestaat. De voorpoot (6) heeft zijn basis onder het halsschild. Op het gewricht tussen de scheen en de voet zijn bij de afgebeelde soort twee stekels of sporen aanwezig. Van de voorpoot is de voet of tarsus aangegeven, deze is gesegmenteerd en bestaat uit vijf delen waarvan het laatste deel is voorzien van kleine haakjes. Het zijn de sterk verlengde tarsi die de poten van de kevers zo sprieterig maken, door de lange poten kan de kever ook bijzonder snel rennen. De kop draagt grote, bolvormige ogen (7) waardoor de kop breder is dan halsschild. De kevers hebben twee antennes (8) die korter zijn dan het lichaam. De antennes zijn draadvormig of filiform, ze hebben geen verdikkingen en bestaan uit elf segmenten. De antenne-uiteinden zijn bij de zandloopkevers naar beneden gebogen. Aan de voorzijde van de kop zijn de grote, sikkelvormige mandibels (9) aanwezig.

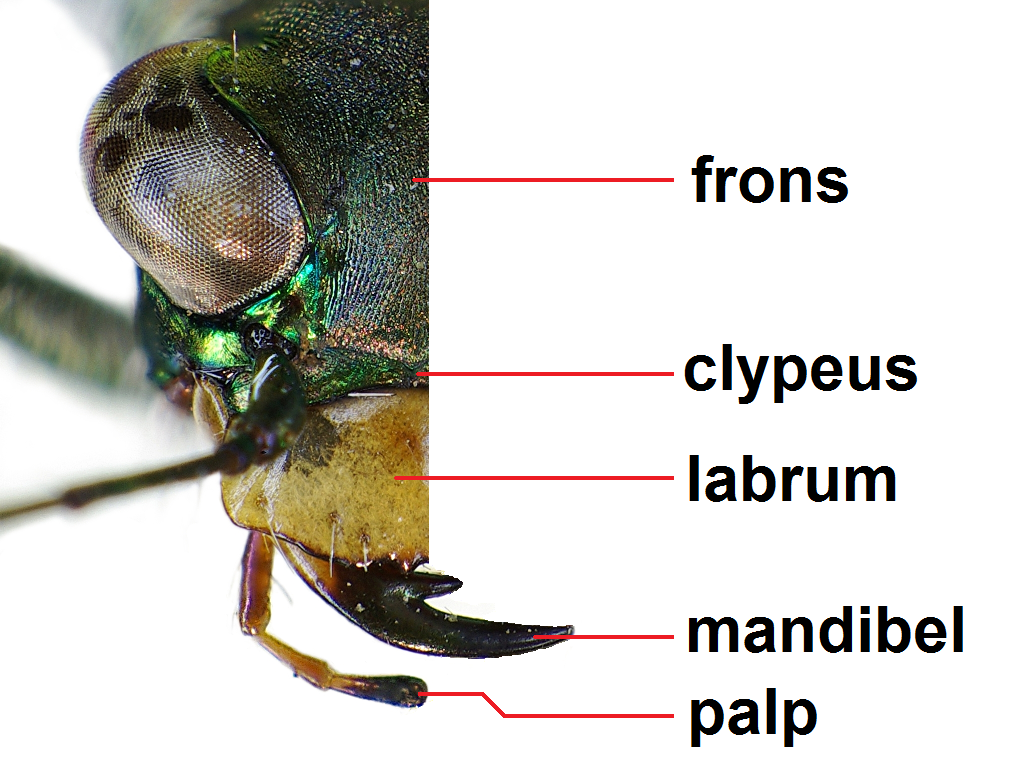
Onderdelen en aanhangsels van de kop, afgebeeld is Cephalota circumdata

Wat direct opvalt aan de voorzijde van de kop is het grote labrum of bovenlip. Deze is bij veel soorten opvallend wit tot geel van kleur. Onder het labrum zijn de mandibels gelegen, dit zijn de kaken van de kever. Ze zijn bij veel soorten zo lang dat ze niet in de mond kunnen worden teruggetrokken. De kaken zijn aan de binnenzijde getand, de uitstulpingen worden gebruikt als maalstenen bij het eten van een prooi. Aan weerszijden van de mandibels zijn de palpen aanwezig, ze dienen als 'vingers' om het voedsel in de mondholte te duwen. Op de afbeelding is de maxillaire palp afgebeeld, aan de onderzijde van de kop is ook een paar labiale palpen aanwezig maar deze zijn hier niet te zien. Boven het labrum is een brede maar dunne plaat aanwezig, de clypeus. Bij veel insecten, zoals wespen, is de clypeus juist zeer groot en het labrum kleiner. Wat de zandloopkevers van alle andere loopkevers onderscheidt, is het feit dat de clypeus breder is dan de afstand tussen de antennen. Boven de clypeus is de frons gelegen, dit is bij zandloopkevers een gewelfde (bolvormige) plaat op het midden van de kop tussen de ogen.
Zandloopkevers zijn vaak in één oogopslag te herkennen aan de kleuren in combinatie met de vlekken en de lichaamsvorm. De grote ogen en middellange antennes in zijn kenmerkend voor de meeste soorten. Veel zandloopkevers hebben daarnaast een metaalachtige, groene tot blauwe en soms rode kleur met een iriserende glans. Dit wil zeggen dat het lichaam het licht breekt zodat een parelmoerachtige glans ontstaat. Dit wordt veroorzaakt door een waslaagje op de dekschilden. Zandloopkevers hebben aan de onderzijde van de kop en poten een vrij dichte beharing die setae wordt genoemd. De haren zijn relatief lang en zijn bij veel soorten licht van kleur. De beharing heeft een tastzintuiglijke functie en dient waarschijnlijk ook ter isolatie van het lichaam.

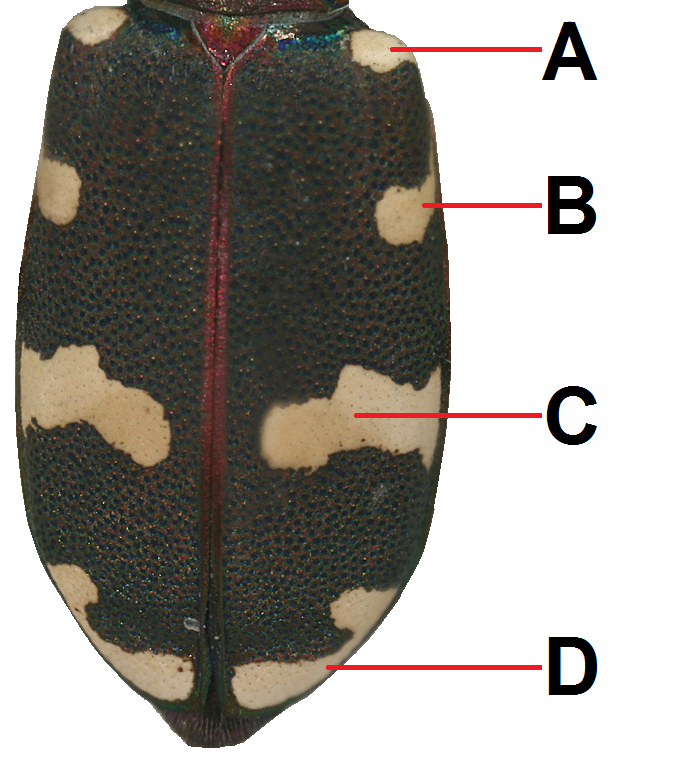
Vlekkenpatroon van de basterdzandloopkever

Zandloopkevers zijn een van de weinige insecten die een sterk variabele tekening op de dekschilden hebben, die per individu kan verschillend. Deze vlekken zijn echter kenmerkend voor de groep omdat ze steeds een bepaald patroon volgen. Wat daarbij opvalt is dat de vlekken smal beginnen maar vaak eindigen in een ronde vlek. Vaak zijn de vlekken S- vormig gekromd. Op de afbeelding rechts zijn de dekschilden van de groene zandloopkever afgebeeld, met vooraan de basale vlek (A), hierachter de humerale vlek (B) en de middenband (C). Deze vlek is vaak het grootst en aan de basis loopt de vlek vaak door langs de schildrand wat de marginale lijn wordt genoemd maar bij de afgebeelde soort ontbreekt. Aan de vleugelpunt ten slotte is de apicale vlek aanwezig (D).
Een aantal zandloopkevers heeft zeer kleine vlekken en er zijn ook soorten die helemaal geen vlekken hebben of een anderszins afwijkende kleur hebben. De Amerikaanse soort Cicindela dorsalis heeft geheel witte dekschilden met zwarte vlekken. Naast vlekken is ook de oppervlaktestructuur van de dekschilden een belangrijk determinatiekenmerk. Zandloopkevers hebben vaak rijen putjes, richeltjes of groefjes op de dekschilden, die per soort kunnen verschillen. Deze structuren hebben namen die samenhangen met de positie op het lichaam, de rijen putjes langs de naad van de dekschilden bijvoorbeeld worden de suturale putjes genoemd (suturaal = aan de naad) en die aan de rand van het dekschild worden aangeduid met marginale putjes (marginaal = aan de rand).
De meeste zandloopkevers zien er ongeveer hetzelfde uit maar er zijn enkele uitzonderingen zoals de zeer langgerekte soorten uit het geslacht Neocollyris en de meer op mieren lijkende Tricondyla- soorten. Soorten uit deze laatste groep kunnen niet meer vliegen. Ook de soorten uit het geslacht Manticora voldoen niet aan het basisplan van de zandloopkevers; deze soorten worden erg groot, hebben een meer ronde lichaamsvorm en zijn meestal zwart van kleur. De mannetjes hebben niet zelden enorme kaken die doen denken aan het vliegend hert. Ook Manticora- soorten kunnen ondanks de aanwezigheid van vleugels niet meer vliegen.

### Larve

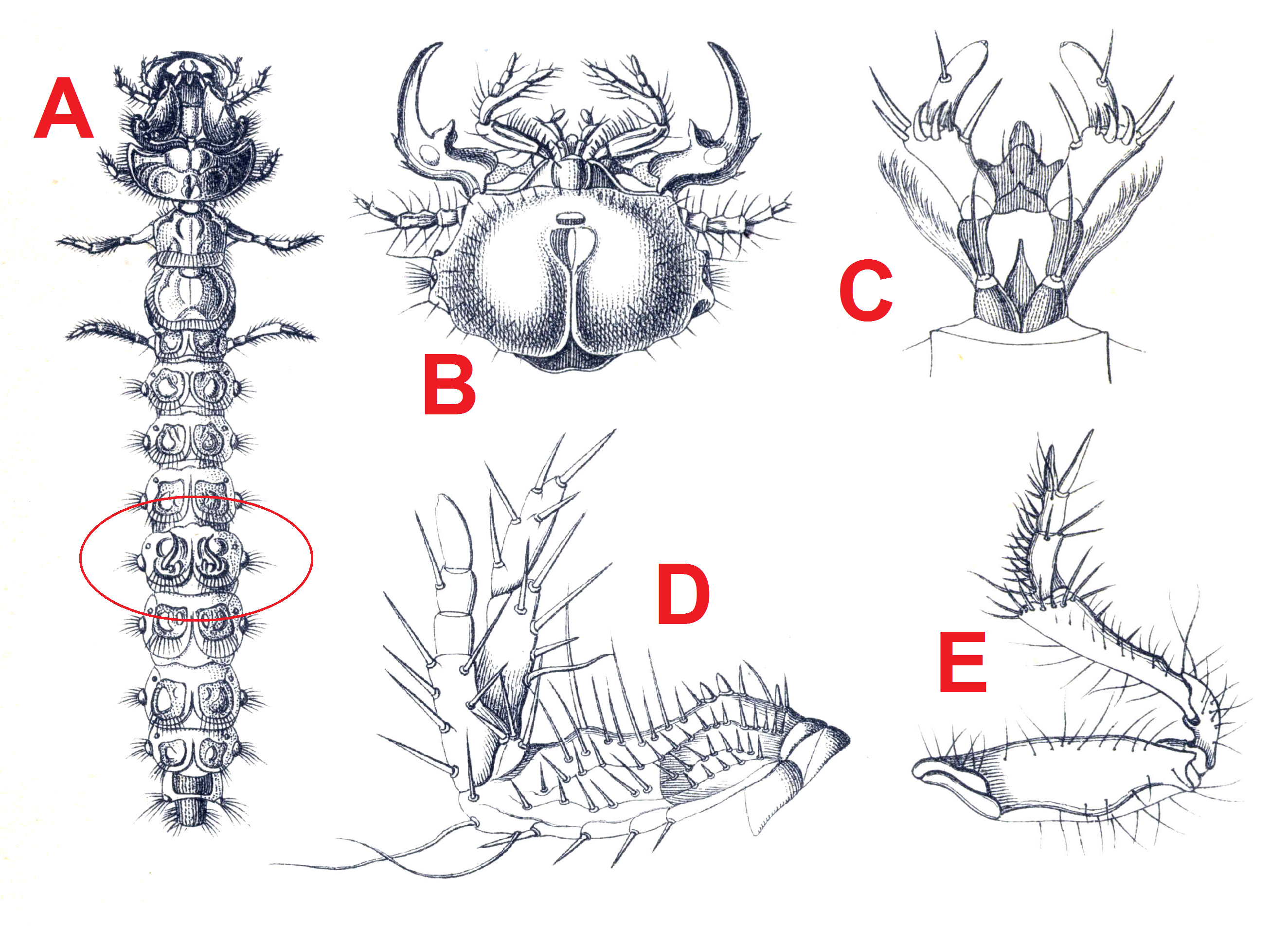
Lichaamsdelen van de larve.

De larve is wormachtig en heeft drie paar kleine pootjes aan de voorzijde van het lichaam, het uiterlijk is kenmerkend door de zeer grote kop. De larve is slechts enkele millimeters lang als het ei wordt verlaten maar groeit snel en doorloopt drie larvale stadia, die de instar worden genoemd. Na ieder stadium is de larve groter en krijgt meer beharing, zowel op de kop als het lichaam. Zie voor de ontwikkeling van de larve ook onder voortplanting. De kop is sterk verbreed en wordt beschermd door het kopschild, de kop is bijna rond van vorm en wordt gebruikt om het hol waarin de larve leeft af te dichten. Het kopschild heeft dezelfde kleur als het substraat waarin de larve leeft en valt daardoor nauwelijks op. Aan de bovenzijde van de kop zijn zes enkelvoudige ogen aanwezig. Het blikveld van de larve is groot waardoor aankomende prooien goed kunnen worden waargenomen.
Het lichaam van de larve, op de afbeelding rechts aangegeven met een A, is voorzien van vele lange, dikke en borstelachtige haren maar van een dichte beharing is geen sprake. Wat direct opvalt aan de larve -maar niet te zien is op de afbeelding- is dat het lichaam duidelijk geknikt is op ongeveer twee derde van de voorzijde. Op de rugzijde zijn bij deze knik twee haakachtige structuren aanwezig, die op de afbeelding zijn omcirkeld. Hiermee verankert de larve zich in het hol zodat grote prooien de larve er niet uit kunnen trekken, ook de lichaamsbeharing speelt hierbij een rol. Op de afbeelding is de onderzijde van de kop weergegeven (B) zodat alle aanhangsels goed te zien zijn. De monddelen zijn verder uitvergroot bij (C). De maxillaire palp (D) is bezet met vele haartjes of setae. Aan de binnenzijde is de galea aanwezig, op de afbeelding is dit het rechter uitsteeksel. De poten van de larve (E) zijn relatief kort en het einde is nog niet vijfvoudig gesegmenteerd.

### Onderscheid met andere groepen

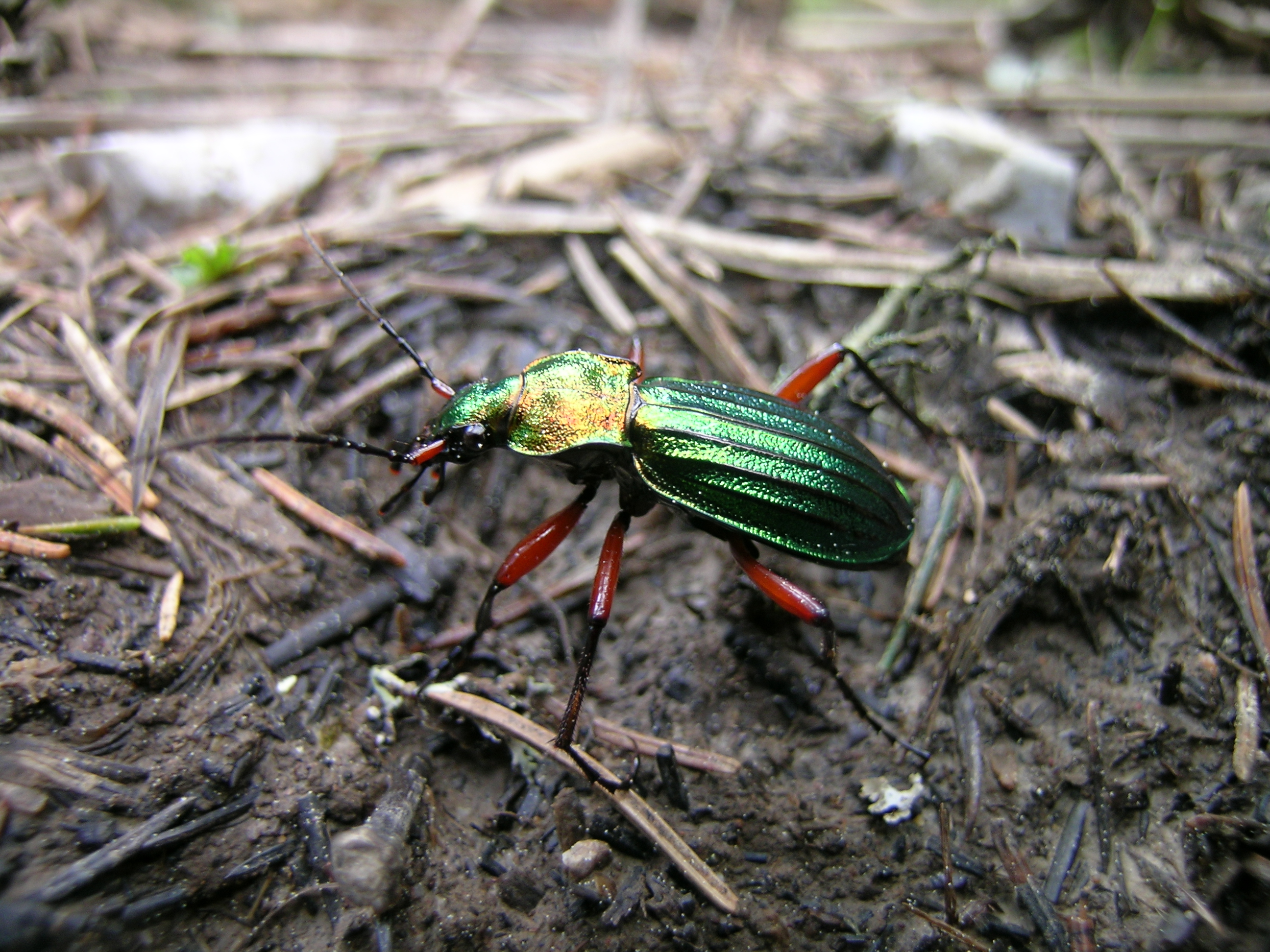
Goudglanzende loopkever
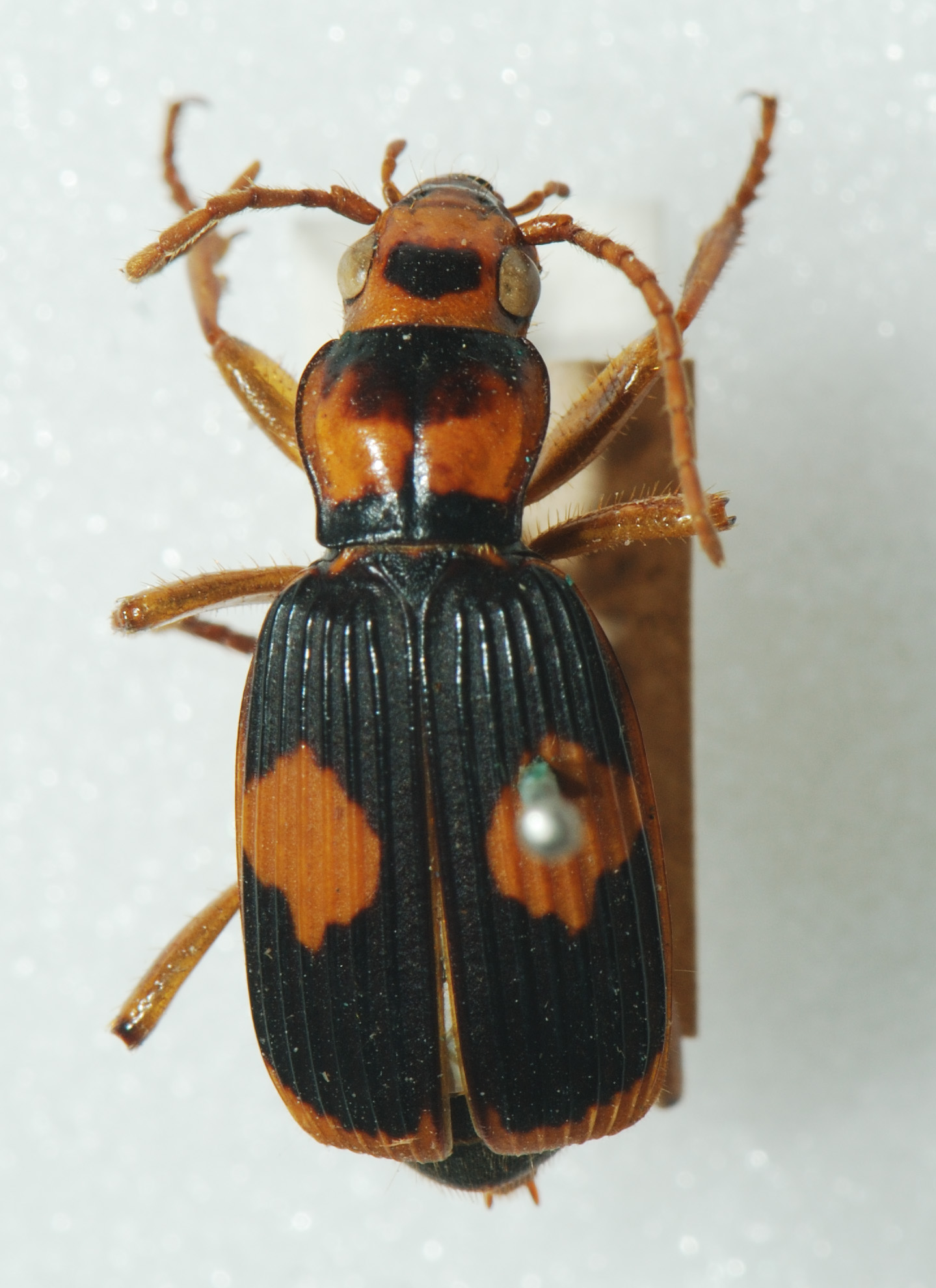
Bombardeerkever
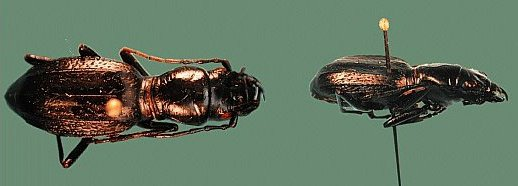
Amblycheila schwarzi

Soorten uit slechts enkele andere groepen van kevers kunnen verward worden met zandloopkevers. Dergelijke soorten komen vooral uit de loopkeverfamilie, waar de zandloopkevers ook toe behoren. Voorbeelden zijn sommige bombardeerkevers maar ook sommige bladkevers kunnen dezelfde kleuren hebben.
De grootoogjes uit het geslacht Asaphidion lijken sterk op zandloopkevers maar ze behoren tot de onderfamilie Trechinae. Ze hebben soms eenzelfde bouw en snelle voortbeweging en danken hun Nederlandse naam aan de relatief zeer grote ogen. Ook in België en Nederland komen enkele soorten voor. Sommige zandloopkevers zijn echter op het eerste gezicht niet als zodanig te herkennen, zoals de rechts afgebeelde Amblycheila schwarzi die geheel zwart van kleur is.

## Verspreiding en habitat
Zandloopkevers hebben een wereldwijde verspreiding en komen op alle continenten voor behalve Antarctica. Ook in de Arctische zone boven de noordtegraad van 65° komen geen soorten voor en de zandloopkevers ontbreken ook in geïsoleerde eilanden zoals Tasmanië en enkele oceanische eilandengroepen zoals de Maldiven.
Zandloopkevers zijn te vinden van uitgesproken laaglanden tot een hoogte van ongeveer 3500 meter boven zeeniveau. De meeste soorten leven in tropische gebieden, maar een aantal soorten leeft in meer gematigde gebieden als in noordelijk Noord-Amerika en noordelijk Europa. In de Verenigde Staten komen ongeveer 100 verschillende soorten voor uit vier geslachten.
Zandloopkevers komen vaak voor in zanderige streken vanwege de levenswijze van de larve die het hol alleen kan graven in los zand. Verder zijn de kevers niet kieskeurig en kunnen worden aangetroffen op verstuivingen, open plekken in bossen, bospaden, heidegebieden, duinen en op het strand.

#### In België en Nederland
In België en Nederland komen vijf soorten zandloopkevers voor die in onderstaande tabel zijn opgenomen.
| Soort                                       | Afbeelding | Lengte (mm) | Kleur                                                                                  | Vliegtijd           | Status BE               | Status NL     | Milieu                                       |
| ------------------------------------------- | ---------- | ----------- | -------------------------------------------------------------------------------------- | ------------------- | ----------------------- | ------------- | -------------------------------------------- |
| Basterdzandloopkever (Cicindela hybrida)    |            | 11 tot 19   | Roodbruin met witte vlekken op de dekschilden                                          | Maart tot oktober   | Achteruitgaand          | Vrij algemeen | Vooral duinen en heide                       |
| Groene zandloopkever (Cicindela campestris) |            | 10 tot 18   | Groen, witte vlekken en vaak een witte vlek op het midden van ieder dekschild          | Maart tot oktober   | Achteruitgaand          | Vrij algemeen | Duinen, heide, open plaatsen in het bos      |
| Strandzandloopkever (Cicindela maritima)    |            | 10 tot 13   | Koperbruin                                                                             | April tot september | Bedreigd                | Zeldzaam      | Stranden en andere open zanderige plaatsen   |
| Boszandloopkever (Cicindela sylvatica)      |            | 14 tot 19   | Donkergroen, witte vlekken op dekschilden                                              | Maart tot september | Met uitsterven bedreigd | Algemeen      | heide en grote open plekken in dennenbossen. |
| Duitse zandloopkever (Cylindera germanica)  |            | 8 tot 11    | Dekschilden groen, de rest bronskleurig, alleen witte vlekken op randen van het schild | Juli tot augustus   | Met uitsterven bedreigd | Zeldzaam      | Heide, droge graslanden                      |

## Levenswijze

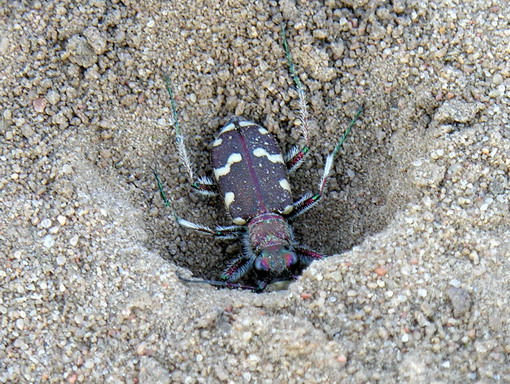
Zandloopkevers kunnen goed graven en brengen de nacht vaak in een holletje door.

Zandloopkevers zijn actieve diertjes die tamelijk goed opvallen, behalve als ze stilzitten. Het zijn levendige, snel rennende kevers die bij benadering snel opvliegen en dan een paar meter verderop weer neerstrijken. Ze zijn erg schuw en laten zich niet benaderen. Sommige soorten rennen liever snel weg dan dat ze vliegen, zoals de Duitse zandloopkever (Cylindera germanica) maar als het moet kunnen ook deze soorten goed vliegen. Met name bij warm weer zijn ze moeilijk te vangen want ze zien uitstekend en zijn zeer waakzaam. Een kenmerkende eigenschap van zandloopkevers is dat ze alleen actief zijn bij zonnig weer. Zodra het bewolkt wordt trekken de dieren zich terug in een schuilplaats of een zelfgegraven holletje.
Zandloopkevers zijn recordhouders als het gaat om de voortbeweging, ze kunnen al rennend een snelheid bereiken van 2,5 meter per seconde en zijn hiermee de snelste lopende insecten. Ze bewegen zich tijdens het rennen zo snel voort dat ze niet goed meer kunnen zien. Ze moeten dan ook regelmatig stoppen om de positie van de prooi te bepalen. De meeste soorten zijn echte zichtjagers die prooien visueel opsporen met de goed ontwikkelde ogen. Er zijn echter ook nachtactieve soorten die hun prooien in totale duisternis kunnen opsporen. Deze soorten maken waarschijnlijk gebruik van tastzintuiglijke of chemoreceptorische waarneming om hun prooi waar te nemen.
Zandloopkevers zijn vrijwel altijd uitstekende vliegers, dit in tegenstelling tot de meeste loopkevers waartoe ze behoren. Van slechts enkele soorten is bekend dat ze grotere afstanden afleggen maar de meeste soorten vliegen niet zo ver als andere insecten zoals sommige vlinders. De vleugels worden in de regel om korte stukjes te vliegen bij het jagen op prooien. De kever tilt hierbij de verharde dekschilden of voorvleugels op waaronder de dunne en vliezige achtervleugels verborgen zitten, zie ook onder kenmerken.
De volwassen exemplaren schuilen 's nachts in spleten, onder stenen of door een tunneltje te graven waarin verblijven. Sommige soorten verstoppen zich overdag en zijn nachtactief, zoals de in de Verenigde Staten levende Amblycheila cylindriformis. In koele streken moeten zandloopkevers overwinteren en graven hiertoe een langere tunnel. Van enkele soorten is bekend dat ze zich meer dan een meter onder het maaiveld kunnen ingraven.. De kever sluit het winterkwartier af en wacht op de bodem met de kop naar boven gericht op warmere tijden.

### Voortplanting

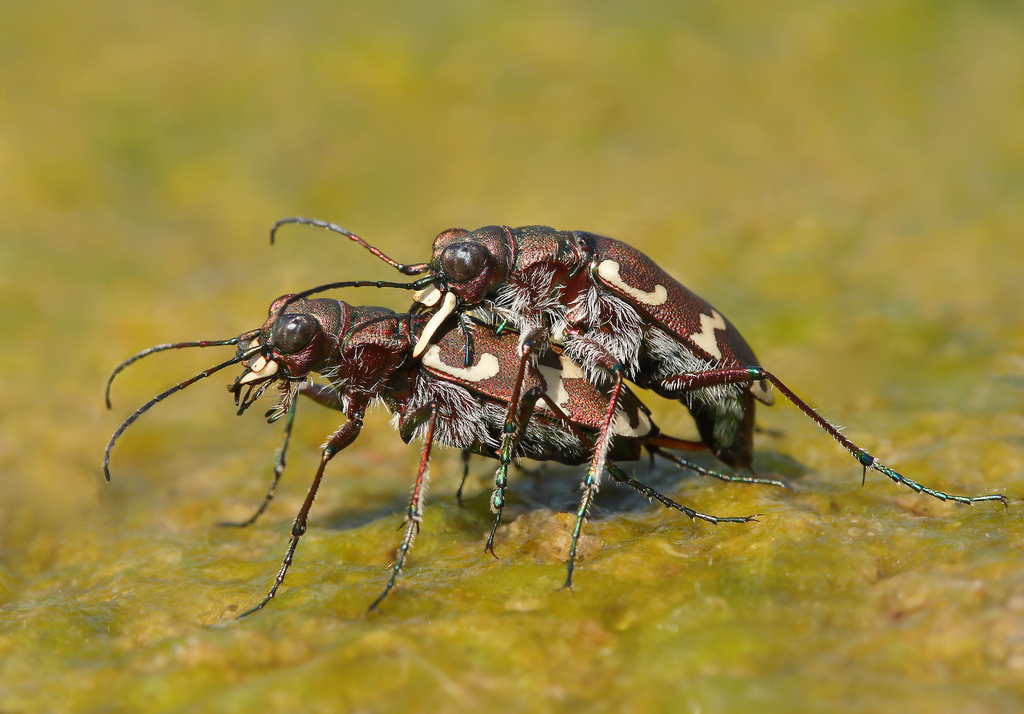
Basterdzandloopkever
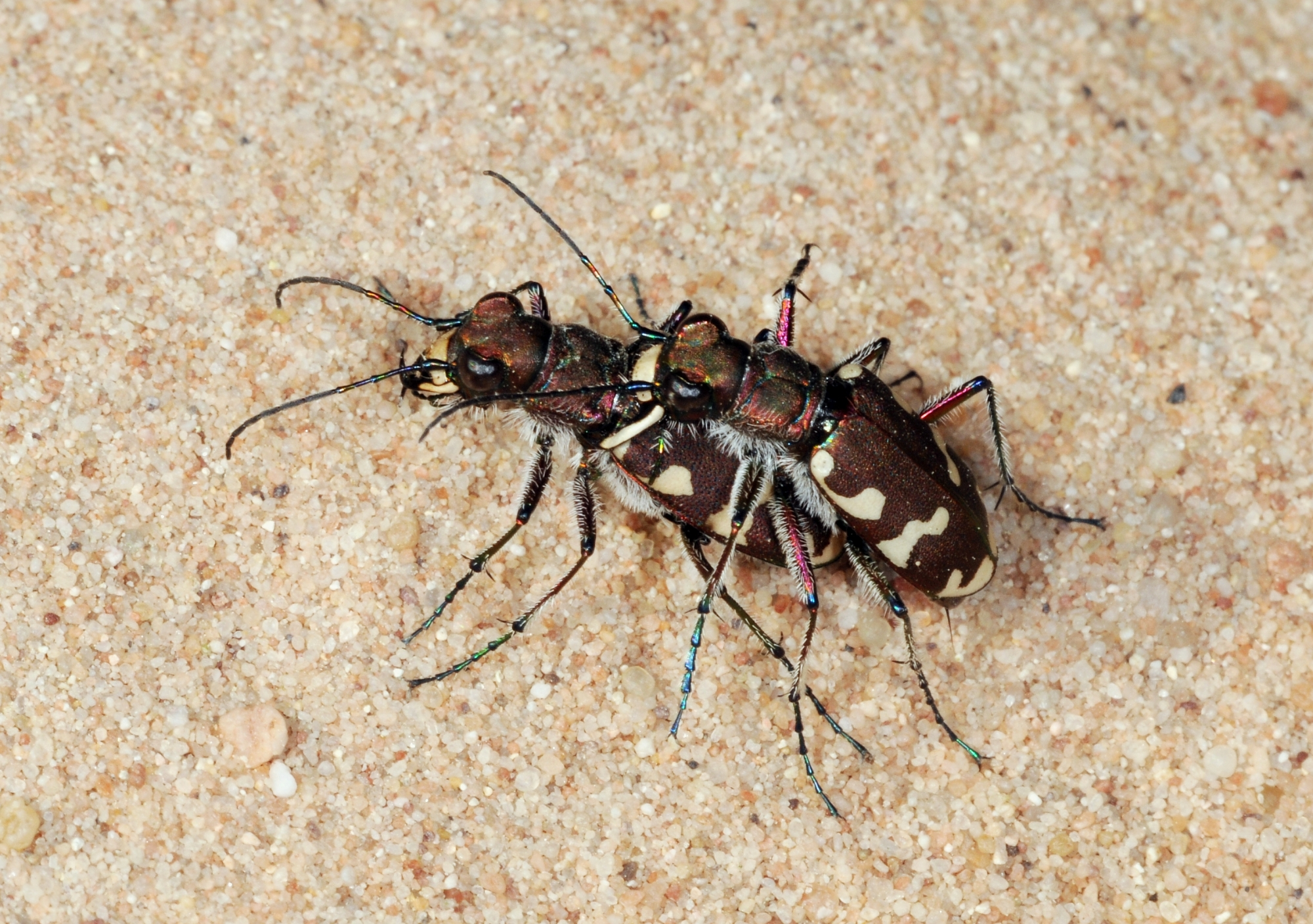
Basterdzandloopkever
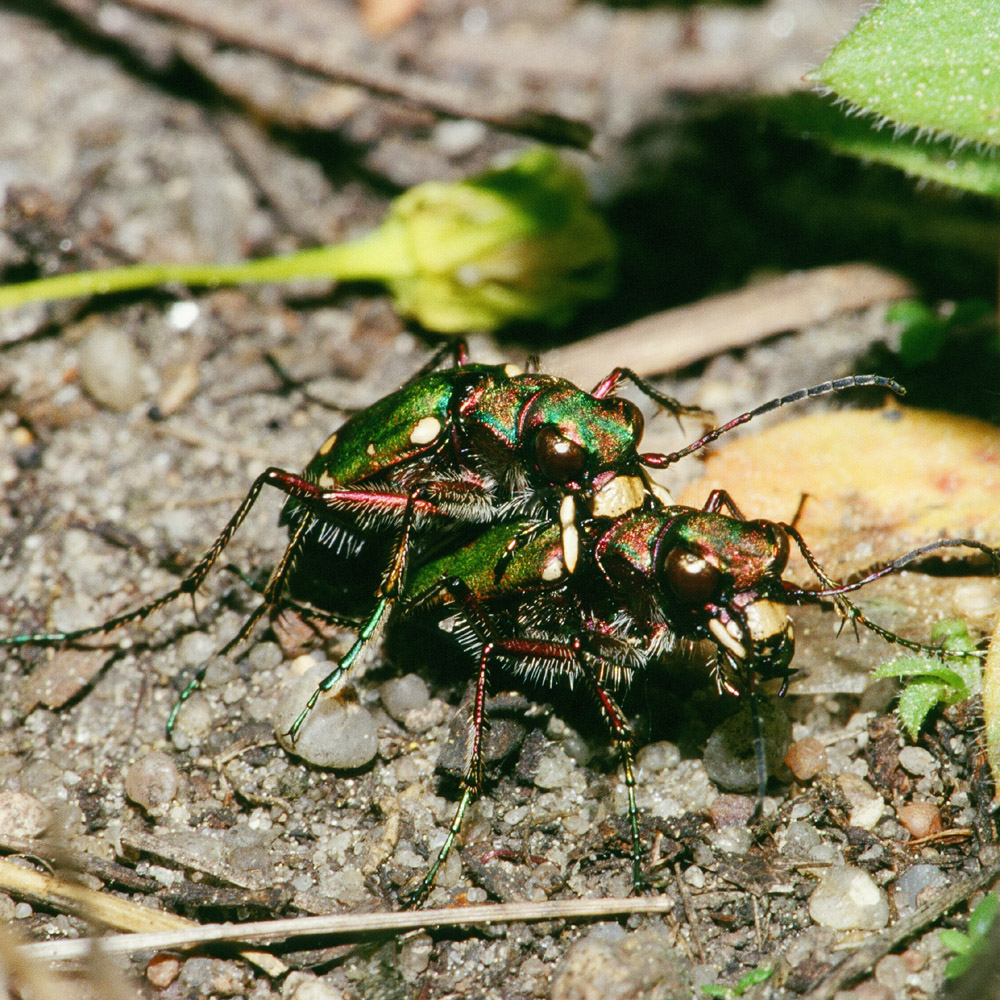
Groene zandloopkever
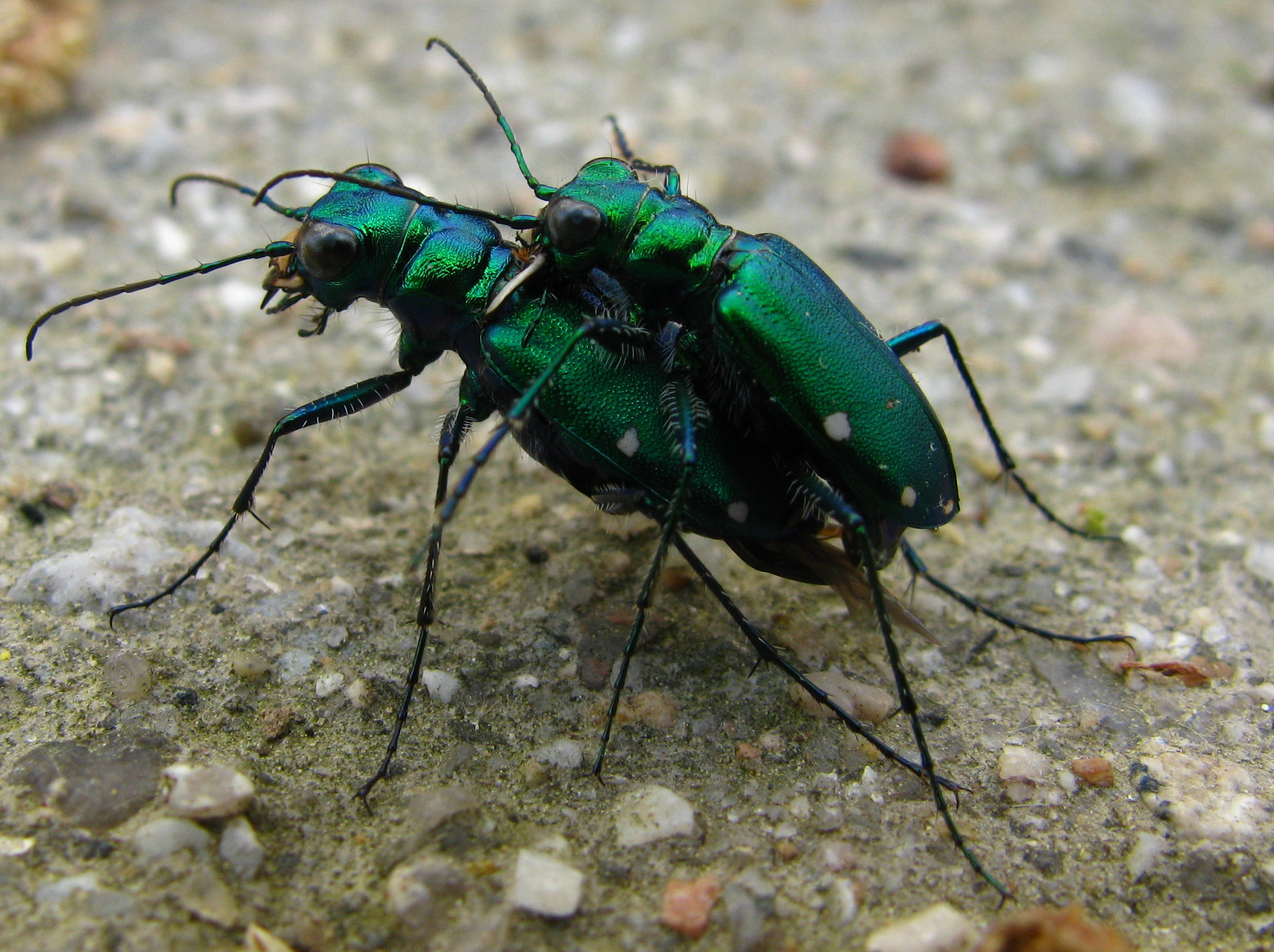
Cicindela sexguttata

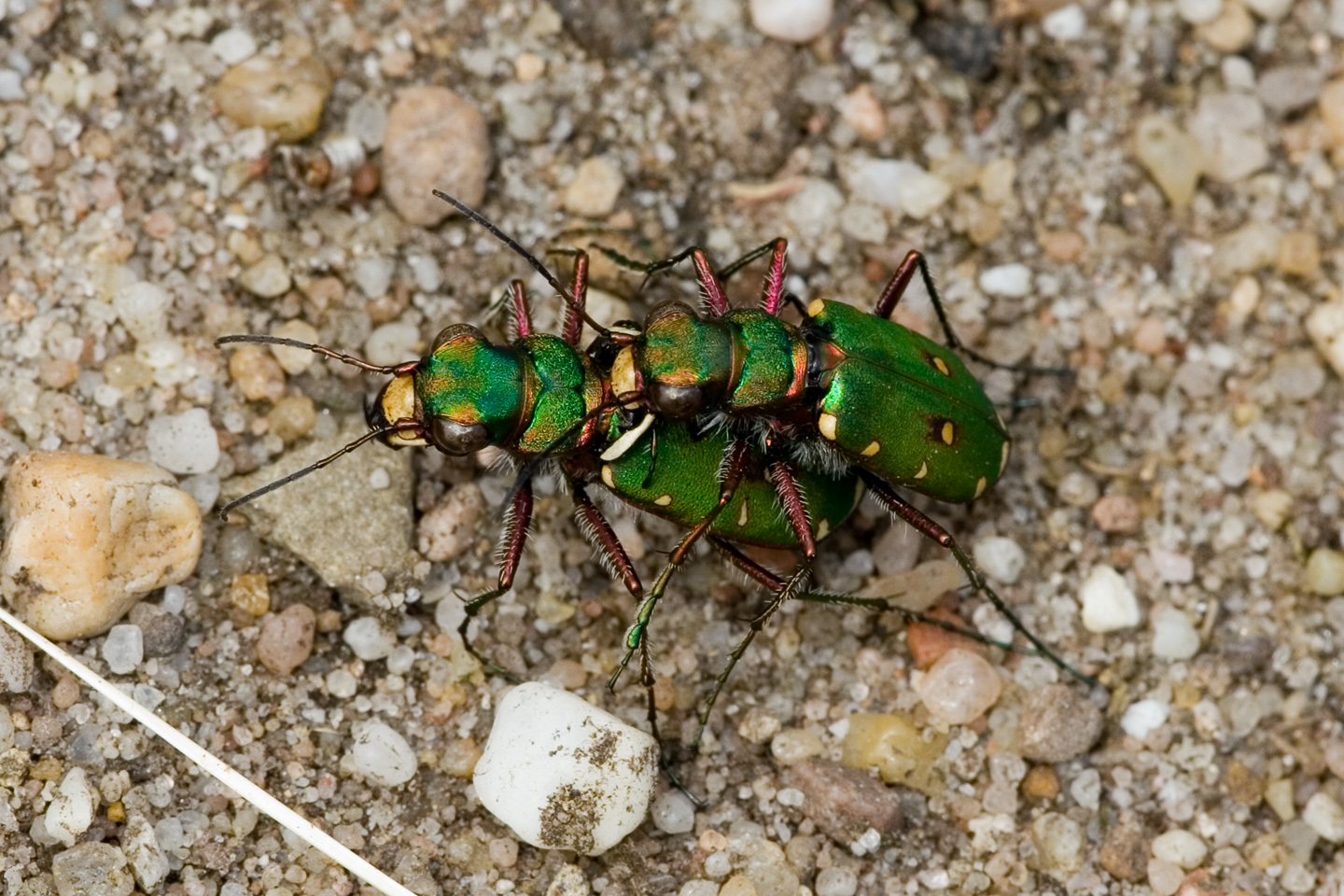
Paring van de groene zandloopkever, het mannetje houdt het vrouwtje met zijn kaken vast.

Zandloopkevers zijn insecten met een volledige gedaanteverwisseling. Ze lijken als larve niet op de volwassen dieren en kennen een verpopping waarbij de larve in één keer transformeert van een wormachtige larve naar een sprieterig en gevleugeld imago.
De mannetjes en vrouwtjes zoeken elkaar in de lente op voor de paring. Tijdens de paring zit het mannetje op het vrouwtje en doordat hij haar met zijn grote kaken in positie houdt lijkt het net alsof hij haar bijt. Waarnemingen van parende zandloopkevers zijn niet zeldzaam, dat komt doordat het mannetje een tijdje op het vrouwtje rond blijft rijden. Zo probeert het mannetje te voorkomen dat het vrouwtje door een concurrent wordt bevrucht, dit gedrag komt ook voor bij andere dieren zoals kikkers. De eitjes worden in de grond of bij sommige soorten in planten afgezet. Bij de meeste soorten worden de eitjes een voor een in de bodem afgezet door het vrouwtje waarbij ze gebruikmaakt van haar legbuis of ovipositor. Deze wordt in de bodem gestoken waarna het ei wordt afgezet. Het ei wordt vervolgens met aarde afgedekt om het aan het oog van predatoren te onttrekken. De eitjes zijn meestal bleek van kleur en enkele millimeters lang, ze zijn ovaal en iets langwerpig. De eitjes komen vaak uit na een regenbui.
Zodra het ei is verlaten begint de larve met het graven van een tunnel. Dit geschied door de grond met de mandibels los te maken waarna het zand met behulp van de platte kop wordt verplaatst. Met snelle achterwaartse bewegingen van de kop wordt het zand weggeslingerd van de ingang. De tunnels zijn altijd loodrecht en kunnen afhankelijk van de soort een diepte bereiken tot een meter. De tunneltjes worden breder naarmate het lichaam van de larve groter wordt. De larve is van dichtbij bekeken een afzichtelijk monster; een wormachtig, stekelig lichaam en een enorme kop met stevige kaken. Hiermee grijpen ze alles wat ze aankunnen en lijken qua levenswijze veel op de larve van de mierenleeuw (Myrmeleon formicarius). De larve zit goed verankerd in zijn hol door twee uitsteeksels op het vijfde rugsegment of tergiet. Deze haken het lichaam vast in het hol zodat de larve er niet door een prooidier uit kan worden getrokken.
De larve kent drie stadia die de instar worden genoemd, de uit het ei gekropen larve is het eerste instar en na de vervelling breekt het tweede larvestadium of tweede instar aan. Aan het einde van het derde instar trekt de larve zich terug in zijn hol waarna de verpopping plaatsvindt. De larve sluit hiertoe de opening van het hol af met aarde en graaft een popkamer op enige afstand van het oppervlak. Na ten minste drie weken komt ten slotte de volwassen kever uit de pop, deze moet enkele dagen in de popkamer blijven zodat het exoskelet kan uitharden waarna de kever tevoorschijn komt. De kevers zoeken al vrij snel na het uitkomen naar een partner waarna de cyclus opnieuw begint.

### Voedsel

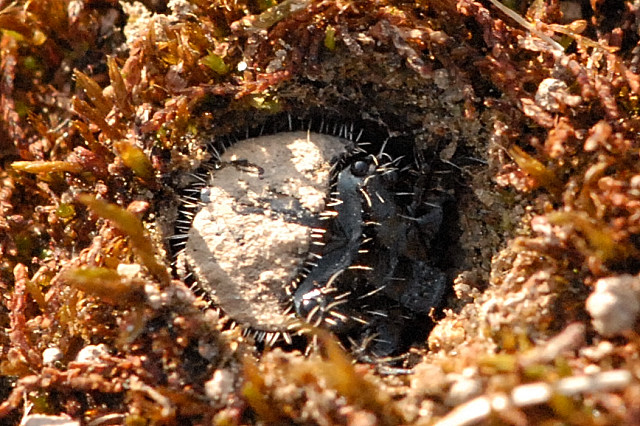
De larve sluit de opening van het hol af met de kop.

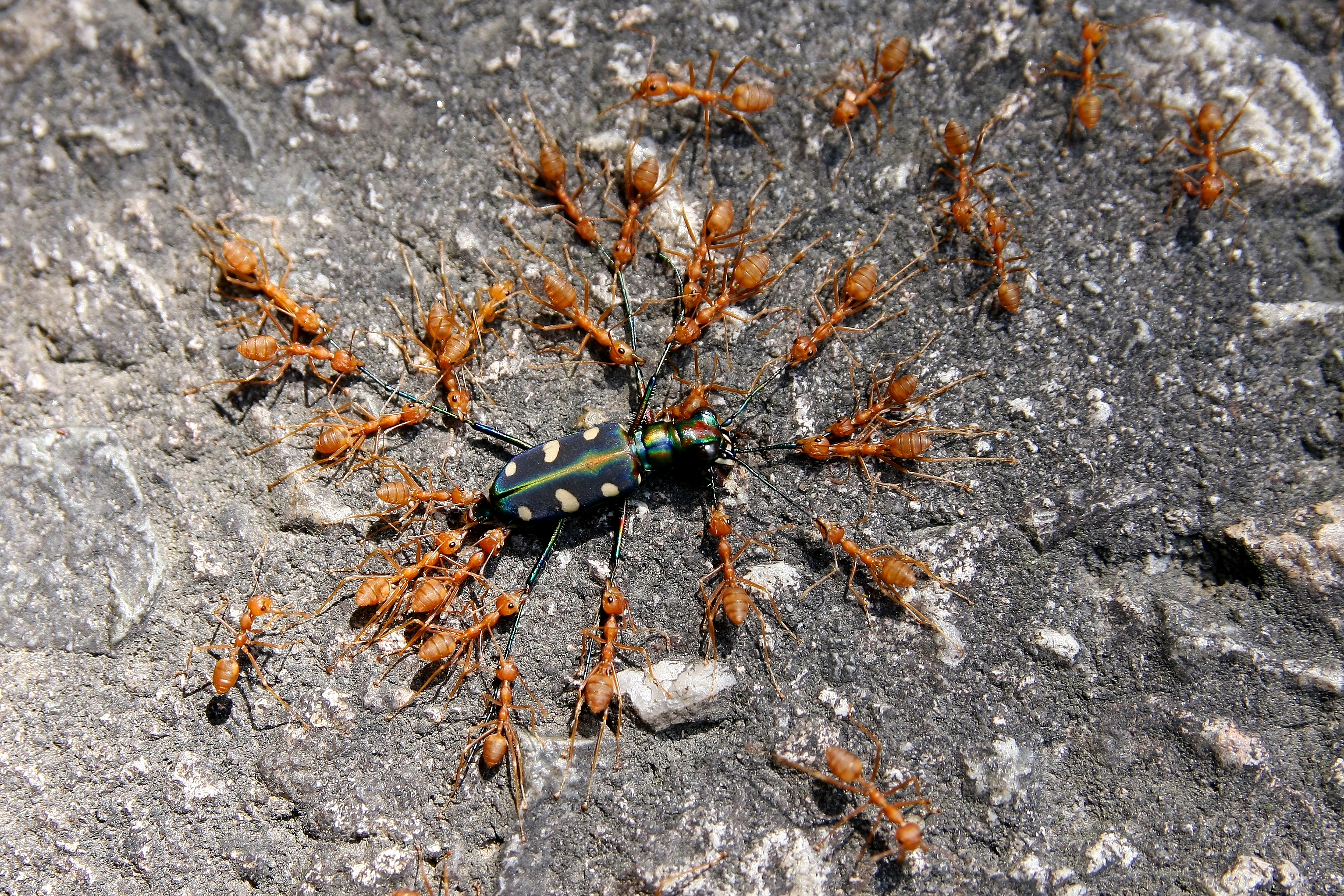
Mieren staan op het menu maar kunnen ook een vijand zijn.

Zandloopkevers zijn felle rovers met formidabele kaken die van insecten leven die ze op de bodem vangen, vooral mieren. Ook hun larven die in een gaatje in de grond op passerende prooi wachten zijn rovers. Enkele soorten zijn gespecialiseerd in bepaalde prooidieren, zo is de Zuid-Amerikaanse soort Megacephala fuligida gespecialiseerd in het eten van veenmollen. De kever spoort zijn prooien niet op zicht of geur op maar kan de geluiden waarnemen die de ondergronds levende krekels maken.
Volwassen kevers eten voornamelijk mieren en andere geleedpotigen zoals andere kevers en kleine spinnen. Ze vermalen hun prooi met de kaken tot een papje, hierbij worden de tandachtige uitsteeksels van de mandibels gebruikt. Tijdens het kauwen worden verteringssappen toegevoegd en het papje wordt vervolgens met de palpen in de mondopening gebracht. De verteringssappen bevatten enzymen die een corrosieve werking hebben, er is wel beschreven dat het de netten oplost waarmee de kevers worden gevangen en staat ook bekend als uiterst pijnlijk als het in een wondje terechtkomt. Als het voedsel zich in de mondholte bevindt worden nog meer verteringsstoffen toegevoegd waarna het half vloeibare voedsel in de maag wordt gepompt. Eventuele harde, onverteerbare delen blijven achter en worden uitgebraakt.
De larven van vrijwel alle soorten zandloopkevers jagen vanuit een hinderlaag welke bestaat uit een loodrecht holletje in de grond. De larve bevindt zich in zijn hol waarbij de opening wordt afgesloten met de grote, ronde kop. Doordat de opening van het hol een gladde rand heeft sluit de kop precies aan. De vele ogen van de larve zien prooien aankomen en zodra een prooidier binnen bereik is wordt deze met de grote kaken gegrepen en het hol in gesleurd. Opvallend is dat de larve zijn prooi grijpt door zich achterwaarts te krommen. De larve trekt zich een tijdje terug om de prooi op te eten waarna de prooiresten met de kop uit het hol worden geslingerd en de larve zijn kop weer in de opening brengt.
De larve is zeer gevoelig voor trillingen en als een groot dier het hol nadert wordt deze al spoedig opgemerkt. De larve trekt zich dan terug op de bodem van het hol. Ook gedurende koele periodes zoals gedurende de winter trekt de larve zich terug, evenals bij regen. Het hol dreigt dan vol met water te lopen en wordt hiertoe afgesloten met aarde. Van een aantal soorten is bekend dat ze het zo drie weken onder water kunnen uithouden, waarbij de larve ademhaalt door zuurstof te onttrekken aan de lucht in het hol. Ook tijdens de vervelling en voor de verpopping wordt het hol gesloten omdat de larve dan kwetsbaar is.
Van de soort Cicindela willistoni, uit het zuidwesten van de Verenigde Staten, is bekend dat een soort schoorsteentje wordt gebouwd zodat de ingang van het hol duidelijk hoger komt te liggen. De functie van dit enkele centimeters hoge torentje is niet precies bekend; het speelt geen rol in het voorkomen van het overstromen van het hol en ook voorkomt het geen aantasting door parasieten. Waarschijnlijk dient het om op hete dagen toch actief te kunnen blijven en de schaduw van het torentje trekt meer prooidieren aan.
Niet alle zandloopkevers hebben een larve die in een ondergrondse tunnel leeft, de larven van sommige soorten leven in planten of rottend hout. Ook deze soorten zijn allemaal vleeseters die leven van kleine diertjes.

### Vijanden

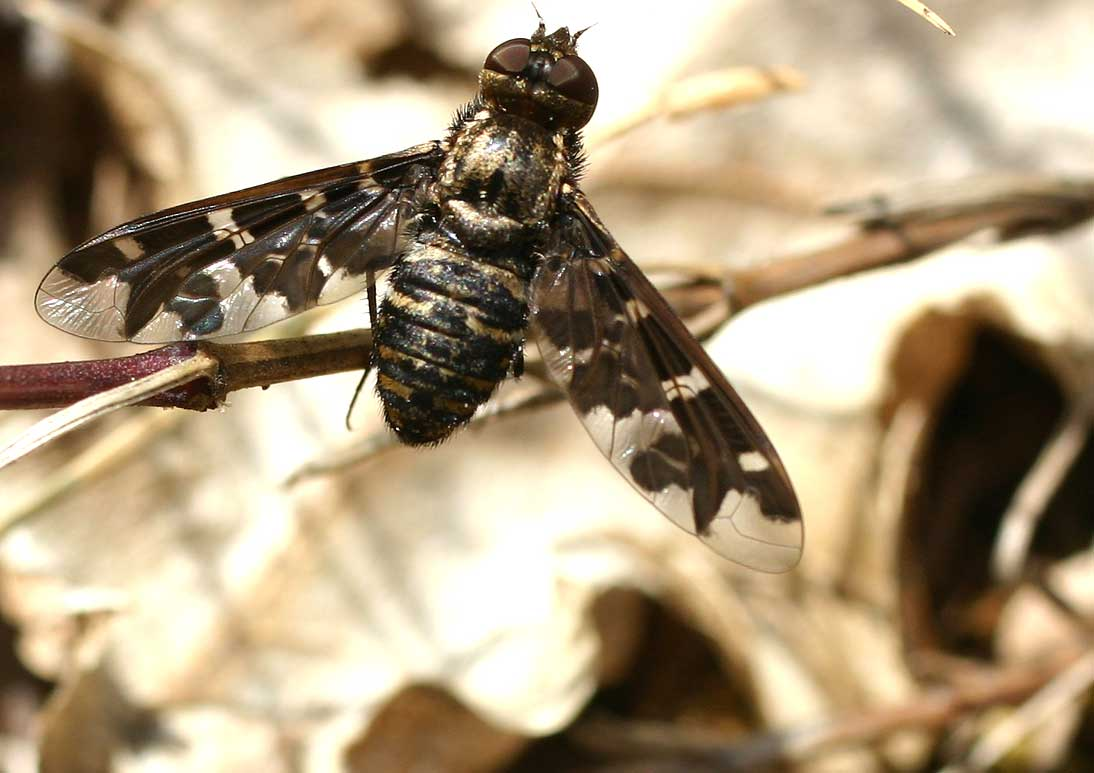
De vliegen uit het geslacht Anthrax parasiteren op insectenlarven waaronder die van de zandloopkevers.

De belangrijkste vijand van de volwassen kevers zijn vogels, maar ook andere insecten jagen op de kevers, zoals roofvliegen, libellen en andere soorten zandloopkevers. Een bekende parasiet van de kever is de mijt.
De volwassen kever laat zich niet benaderen en als men erin slaagt een exemplaar vast te pakken zal deze de half-verteerde voedselresten uitbraken om af te schrikken. Ook zal de kever proberen te bijten, grotere soorten kunnen met hun kaken door de mensenhuid heendringen. Als het wondje in contact komt met de verteringssappen van de kever leidt dit tot een pijnlijke sensatie.
De larve valt ten prooi aan verschillende gespecialiseerde insectenparasieten zoals als sluipwespen uit de familie Tiphiidae. De wesp spoort de larve op in zijn hol waarna deze verdoofd wordt en de wesp legt met behulp van de lange legboor een ei in het lichaam van de larve. Zodra het ei uitkomt eet de larve van de sluipwesp de larve van de loopkever levend en van binnenuit op. Voorbeelden van dergelijke sluipwespen komen uit de geslachten Karlissa, Methoca en Pterombus.
Ook de larven van sommige wolzwevers (Bombyliidae), een familie van vliegen, parasiteren op de larven van de zandloopkever. Het betreft enkele soorten uit het geslacht Anthrax. De vrouwelijke vlieg landt bij het hol van de larve en wacht tot deze zich terugtrekt in het hol. Vervolgens worden eitjes in het hol afgezet waaruit de vliegenlarven verschijnen en zich hechten aan de larve van de kever. Zolang de larve van de zandloopkever groeit en groter wordt, doet de vliegenlarve niets. Als de keverlarve gaat verpoppen, slaat de vliegenlarve echter toe en penetreert het lichaam van de larve waarna deze binnen korte tijd wordt opgegeten. Uit onderzoek naar de vliegen blijkt dat ze vaak maar één ei per hol afzetten, en dat de verschillende soorten een iets andere voorkeur hebben. De soort Anthrax gideon zet de eitjes af in holen waarin een larve wordt waargenomen, de soort Anthrax analis spoort de meer verborgen holen op en zet hierin een ei af waarbij het kennelijk niet uitmaakt of deze leeg is of bewoond wordt door een larve.
Naast gespecialiseerde soorten worden de larven soms buitgemaakt door roofzuchtige generalisten zoals de tweevleugelige insecten uit de familie roofvliegen (Asilidae). Ook van grote loopkevers is bekend dat ze de larven van zandloopkevers eten.

## Onderzoek, naamgeving en taxonomie

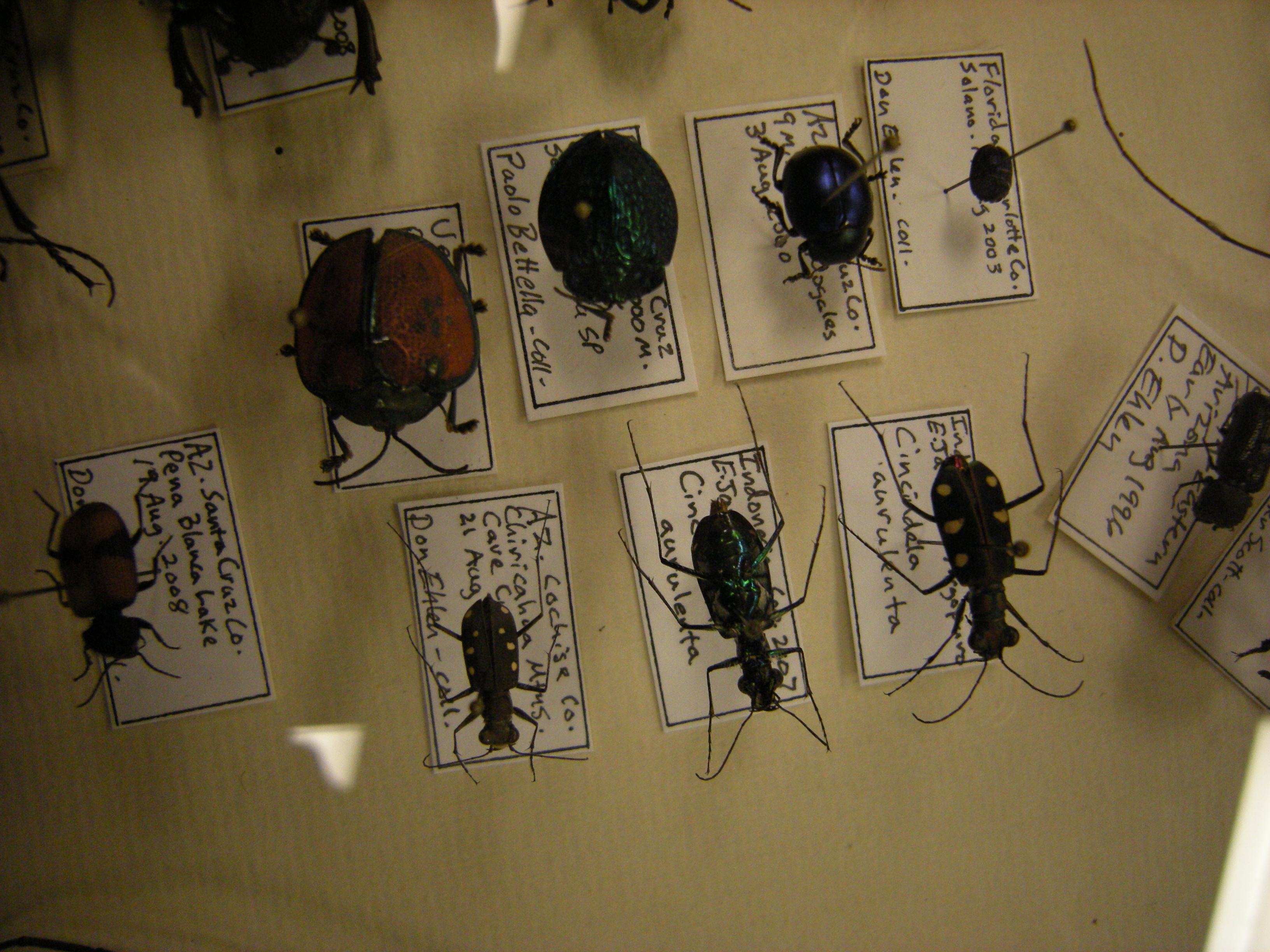
Zandloopkevers zijn een gewilde groep van insecten voor verzamelaars.

Het onderzoek naar de zandloopkevers bestond lange tijd uit het beschrijven van zo veel mogelijk nieuwe soorten. De eerste biologen die onderzoek deden naar zandloopkevers waren generalisten die vele soorten op hun naam hebben staan zoals Latreille en Fabricius. Latere onderzoekers werkten ook aan de onderlinge verwantschappen of taxonomie, zoals Baron Maximilien de Chaudoir, P comte DeJean en John Lawrence LeConte. De Duitse arts Walter Horn publiceerde tussen 1890 en 1943 maar liefst 284 artikelen over zandloopkevers. Tot op de dag van vandaag wordt er wereldwijd onderzoek gedaan naar de kevers. Veel werk wordt gedaan door vrijwilligers, zo'n 80% van alle publicaties over de groep is afkomstig van amateurbiologen. Net als insecten als vlinders zijn zandloopkevers populair onder verzamelaars van insecten. De bonte kleuren en het relatief grote lichaam van de kevers speelt hierin een belangrijke rol. Een opgeprikt exemplaar blijft niet zo mooi als een levend exemplaar maar niet alle kleuren gaan verloren zoals bij veel andere insecten het geval is.
Zandloopkevers danken hun Nederlandse naam aan hun voorkeur voor open, zanderige streken, ook in andere talen zoals het Duits wordt deze naam gebruikt; sandlaufkäfer. In andere talen verwijst de naam naar de roofzuchtige levenswijze, zoals het Noorse sandjegere (zandjagers) of het Engelse 'tiger beetles' (tijgerkevers). De toevoeging -tijger wordt wel meer gebruikt voor vraatzuchtige insecten, zoals de larven van de geelgerande watertor die watertijgers worden genoemd.
De wetenschappelijke naam Cicindelidae is afgeleid van de geslachtsnaam Cicindela, wat Latijns is voor 'glimworm' (cicindel). Deze naam zou slaan op de larven, maar larven van zandloopkevers kunnen geen licht produceren zoals de 'echte' glimwormen, de soorten uit de keverfamilie Lampyridae.
Zandloopkevers zijn een succesvolle groep van insecten, van sommige soorten die vandaag de dag de aarde bevolken weten we dat ze al 35 tot 45 miljoen jaar geleden voorkwamen. De zandloopkevers behoren tot de loopkevers (Carabidae) en worden binnen de orde kevers ingedeeld bij de onderorde Adephaga. Deze groep van keverfamilies dankt de wetenschappelijke naam -die is afgeleid van het Griekse adephagos dat vraatzuchtig betekent- aan hun rovende levenswijze. De meeste loopkevers -maar lang niet allemaal- zijn te herkennen aan de vrij platte lichaamsbouw, kleine ogen en meestal grote kaken. Veel soorten leven van wormen en slakken. Andere keverfamilies die tot de groep behoren zijn de waterroofkevers (Dytiscidae) de schrijvertjes (Gyridinae), allemaal hebben ze grote, sikkelvormige mandibels waarmee op levende prooien gejaagd wordt.
Zandloopkevers zijn een groep die als zodanig goed afgebakend kan worden binnen de kevers maar over de positie van de groep binnen de loopkevers is nog veel discussie. Vroeger werden de zandloopkevers als een aparte familie van kevers gezien: Cicindelidae. Volgens recente inzichten maken ze echter deel uit van de familie loopkevers (Carabidae) en vormen de onderfamilie Cicindelinae. In plaats van een onderfamilie wordt de groep ten slotte ook wel als supertribus gezien, dan wordt de naam Cicindelitae gebruikt. Ook op soortniveau vinden regelmatig veranderingen plaats, zo behoorde de Duitse zandloopkever lange tijd tot het geslacht Cicindela maar wordt tegenwoordig tot het geslacht Cylindera gerekend.

### Indeling
Zandloopkevers zijn onderverdeeld in verschillende groepen die bestaan uit aan elkaar verwante geslachten. Deze groepen worden geslachtengroepen of tribussen genoemd. Onderstaande indeling tot op geslachtsniveau is gebaseerd op de Database Carabidae of the World. De zandloopkevers worden verdeeld in vier hoofdgroepen die de status hebben van supertribus en meestal verdeeld worden in groepen die als tribus worden gezien. Hieronder vallen ten slotte de geslachten. Een supertribus heeft de vervoeging -ini, een tribus de vervoeging -ina.
Familie Cicindelinae
Supertribus Cicindelini
Tribus Cicindelina
Geslacht Abroscelis
Geslacht Antennaria
Geslacht Apteroessa
Geslacht Archidela
Geslacht Bennigsenium
Geslacht Brasiella
Geslacht Callytron
Geslacht Calomera
Geslacht Cephalota
Geslacht Chaetodera
Geslacht Cicindela
Geslacht Cratohaerea
Geslacht Cylindera
Geslacht Dromicoida
Geslacht Dromochorus
Geslacht Ellipsoptera
Geslacht Enantiola
Geslacht Eunota
Geslacht Eurymorpha
Geslacht Euzona
Geslacht Grandopronotalia
Geslacht Guineica
Geslacht Habrodera
Geslacht Habroscelimorpha
Geslacht Hypaetha
Geslacht Jansenia
Geslacht Leptognatha
Geslacht Lophyra
Geslacht Macfarlandia
Geslacht Manautea
Geslacht Micromentignatha
Geslacht Microthylax
Geslacht Myriochila
Geslacht Naviauxella
Geslacht Neocicindela
Geslacht Neolaphyra
Geslacht Notospira
Geslacht Opilidia
Geslacht Orthocindela
Geslacht Polyrhanis
Geslacht Prothymidia
Geslacht Rivacindela
Geslacht Salpingophora
Geslacht Sumlinia
Geslacht Thopeutica
Tribus Iresina
Geslacht Diastrophella
Geslacht Distipsidera
Geslacht Eucallia
Geslacht Euprosopus
Geslacht Iresia
Geslacht Langea
Geslacht Megalomma
Geslacht Nickerlea
Geslacht Rhysopleura
Geslacht Rhytidophaena
Tribus Oxychilina
Geslacht Cheiloxya
Geslacht Oxycheila
Geslacht Pseudoxycheila
Tribus Prothymina
Geslacht Baloghiella
Geslacht Caledonica
Geslacht Caledonomorpha
Geslacht Calyptoglossa
Geslacht Cenothyla
Geslacht Cheilonycha
Geslacht Darlingtonica
Geslacht Dilatotarsa
Geslacht Dromica
Geslacht Euryarthron
Geslacht Heptodonta
Geslacht Neochila
Geslacht Odontocheila
Geslacht Opisthencentrus
Geslacht Oxygonia
Geslacht Oxygoniola
Geslacht Paraphysodeutera
Geslacht Pentacomia
Geslacht Peridexia
Geslacht Phyllodroma
Geslacht Physodeutera
Geslacht Pometon
Geslacht Prepusa
Geslacht Probstia
Geslacht Pronyssa
Geslacht Pronyssiformia
Geslacht Prothyma
Geslacht Ronhuberia
Geslacht Socotrana
Geslacht Stenocosmia
Geslacht Vata
Geslacht Waltherhornia
Tribus Theratina
Geslacht Therates
Supertribus Collyridini
Tribus Collyridina
Geslacht Collyris
Geslacht Neocollyris
Geslacht Protocollyris
Tribus Ctenostomina
Geslacht Ctenostoma
Geslacht Pogonostoma
Tribus Tricondylina
Geslacht Derocrania
Geslacht Tricondyla
Supertribus Manticorini
Geslacht Mantica
Geslacht Manticora
Supertribus Megacephalini
Tribus Megacephalina
Geslacht Amblycheila
Geslacht Aniara
Geslacht Megacephala
Geslacht Metriocheila
Geslacht Omus
Geslacht Picnochile
Tribus Platychilina
Geslacht Platychile